# Mandrake (album)
Pour les articles homonymes, voir Mandrake.
 (juillet 2020).
Si vous disposez d'ouvrages ou d'articles de référence ou si vous connaissez des sites web de qualité traitant du thème abordé ici, merci de compléter l'article en donnant les références utiles à sa vérifiabilité et en les liant à la section « Notes et références ».
Albums de Edguy
The Savage Poetry Burning Down the Opera
Mandrake est le sixième album du groupe de power metal allemand Edguy. Il est considéré par beaucoup de fans comme le meilleur album du groupe.[réf. nécessaire]

## Liste des chansons
1. Tears of a Mandrake (7:12)
2. Golden Dawn (6:07) (Jens Ludwig/Tobias Sammet)
3. Jerusalem (5:27) (Jens Ludwig/Tobias Sammet)
4. All the Clowns (4:48)
5. Nailed to the Wheel (5:40) (Jens Ludwig/Tobias Sammet)
6. The Pharaoh (10:37)
7. Wash Away the Poison (4:40)
8. Fallen Angels (5:13)
9. Painting on the Wall (4:36)
10. Save Us Now (4:34)
11. The Devil and The Savant (5:34) (chanson bonus de l'édition spéciale de l'album)

## Musiciens
- Tobias Sammet - Chant
- Tobias 'Eggi' Exxel - Basse, Guitare
- Jens Ludwig - Guitare principale
- Dirk Sauer - Guitare rythmique
- Felix Bohnke - Batterie